# Wygwizdów (Ścinawka Dolna)
Wygwizdów (niem. Höllenhäuser b. Eckersdorf, Jasna Dolina) – przysiółek wsi Ścinawka Dolna w Polsce, położony w województwie dolnośląskim, w powiecie kłodzkim, w gminie Radków.
W latach 1975–1998 przysiółek administracyjnie należał do województwa wałbrzyskiego.

## Położenie
Wygwizdów to niewielki, rozproszony przysiółek leżący na północ od centrum Ścinawki Dolnej, na granicy doliny rzeki Ścinawki i Wzgórz Włodzickich, za linią kolejową z Kłodzka do Nowej Rudy, na południowym stoku wzniesienia Wesoła, na wysokości około 340–360 m n.p.m.

## Historia
Wygwizdów powstał prawdopodobnie pod koniec XVIII wieku jako kolonia Ścinawki Dolnej. Miejscowość nigdy nie rozwinęła się w samodzielną wieś. Od początku XIX wieku  kolonia należała do hrabiego von Magnis z Bożkowa. Było tu wtedy kilkanaście zagród i stan ten utrzymywał się przez cały czas. Po 1945 roku charakter miejscowości nie uległ zmianie z tym, że częściowo wyludniła się.  